# Praxilla
Praxilla (Oudgrieks: Πράξιλλα) was een dichteres uit Sikyon in de 5e eeuw voor onze jaartelling. We kennen haar werk slechts uit vijf fragmenten en vier verwijzingen.

## Werk
Ze schreef een dithyrambe getiteld Achilles, een aantal drankliedjes (skolia) en een hymne voor Adonis. Uit die hymne zijn drie regels overgeleverd in Zenobios' 2e-eeuwse collectie spreekwoorden, als illustratie van het gezegde "dommer dan Praxilla's Adonis". In het fragment laat Praxilla de gestorven Adonis antwoorden op de vraag wat het mooiste was dat hij achterliet:
Het mooiste dat ik achterlaat is het licht van de zon,
Als tweede de stralende sterren en het gezicht van de maan,
En ook rijpe komkommers en appels en peren. (vert. Iris Denis)
Van een ander bewaard fragment zijn mogelijk de eerste vier woorden op een potscherf aangetroffen:
Hoe bekoorlijk kijk je door een kier het venster uit,
Jij die van gezicht een meisje bent, daaronder bruid.
Dit fragment is overgeleverd in een handboek als illustratie van een snelle logaodische versmaat, de praxilleion, die naar haar was vernoemd. Het valt aan te nemen dat de auteur zijn voorbeeld geput zal hebben uit het werk van de vrouw die de versmaat bedacht (of populariseerde).

## Reputatie en nagedachtenis
Volgens Tatianos had Praxilla in haar thuisstad een bronzen standbeeld, "hoewel ze niets nuttigs zei in haar poëzie" (Tegen de Grieken, 33). Dat laatste oordeel had de christelijke auteur echter klaar voor alle antieke kunst. Nog volgens Tatianos was het standbeeld gemaakt door Lysippos, die beeldhouwer was in het 4e-eeuwse Sikyon. De populariteit van Praxilla's werk blijkt ook uit het feit dat Aristofanes het parodieerde in zijn komedies (met name Wespen 1238 en Thesmoforiazousai, 528). Antipatros van Thessaloniki plaatste haar aan het hoofd van zijn lijst van Oud-Griekse dichteressen, waarin ook Sapfo voorkomt.
Praxilla's reputatie wordt voor een groot deel bepaald door een moeilijk te duiden fragment uit haar hymne voor Adonis, waarin ze zon en maan op hetzelfde niveau lijkt te stellen als komkommers, wat in de ogen van de sofist Zenobios potsierlijk genoeg was om het spreekwoord "dommer dan Praxilla's Adonis" te verantwoorden (Epitome, 4.21). Ook Erasmus van Rotterdam nam het gezegde op in zijn Latijnse spreekwoordencompilatie (Adagia 2.9.11: 'Stupidior Praxillae Adonide').
De drankliedjes die ze volgens Athenaios schreef (Deipnosofistai, XV 694), kwamen haar bij Ulrich von Wilamowitz-Moellendorff op de verdenking te staan dat ze als hetaira zelf deelnam aan drinkgelagen.

## Nederlandse vertalingen/selecties
De fragmenten van Praxilla zijn opgenomen in de tweetalige bloemlezing van Paul Claes:
- De gouden lier. Archaïsche Griekse lyriek, 2005, ISBN 9789025302030.
- Vos, Mieke de (red./vertaling): Ik verlang en sta in brand. Van Sapfo tot Sulpicia, Athenaeum, 2020, ISBN 9789025312282.